# Isla Contoy
Isla Contoy är en ö och nationalpark i Mexiko. Den ligger i delstaten Quintana Roo, i den östra delen av landet, cirka 1 300 km öster om huvudstaden Mexico City och 50 km norr om Cancún, i västra Yucatánkanalen, 13 km från Yucatánhalvöns fastland och 30 km norr om ön Isla Mujeres.
Ön är en av de nordligaste öarna i det mesoamerikanska barriärrevet. Den har en långsmal form och är cirka 8,5 km lång med en yta på 317 hektar. Ön är obebodd och är en viktig häckningsplats för havsfåglar och är också en äggläggningsplats för havssköldpaddor. Ön har varit skyddad sedan 1961 och förklarades som nationalpark 1998. Den är sedan 2003 också ett Ramsarområde. Det skyddade området inkluderar vattnen kring ön, med korallrev och sjögräsängar, och har en yta på 5 126 hektar. Öns kustmiljöer består av sandstränder, mangrove och laguner. Låg skog och kokosnötsträd växer längre in på ön. Öns naturliga avsaknad av däggdjur är en orsak till att ön är en god häckningsplats för fåglar och äggläggningsplats för sköldpaddor.
Nationalparken sköts och förvaltas av den icke-statliga organisationen Amigos de Isla Contoy A.C. och Mexikos nationella kommission för skyddade naturområden CONANP (spanska: Comisión Nacional de Áreas Naturales Protegidas) som är underställd Mexikos miljödepartement SEMARNAT (spanska: Secretaría de Medio Ambiente y Recursos Naturales). Turism tillåts på ön med begränsning till max 200 personer per dag. På ön finns ett besöks- och informationscenter med ett museum och souvenirshop, ett utsiktstorn och två vandringsleder. Turer utgår från Isla Mujeres och Cancún. Privata båtar får inte lägga till vid ön utan tillstånd från förvaltningen.

## Fåglar
Över 150 fågelarter har observerats på ön. Ungefär hälften av fågelarterna är sådana som regelbundet ses på ön, resten är flyttfåglar. Flera havsfåglar häckar på ön och ön är särskilt känd för sin stora population av brun pelikan. Även ett stort antal praktfregattfåglar och öronskarvar häckar på ön.

## Sköldpaddor
Fyra arter av havssköldpaddor, grön havssköldpadda, karettsköldpadda, oäkta karettsköldpadda och havslädersköldpadda, har observerats lägga ägg på öns stränder.